# Maxfield Parrish
Frederick 'Maxfield' Parrish (Philadelphia, 25 juli 1870 - Plainfield, New Hampshire, 30 maart 1966) was een Amerikaans kunstschilder en illustrator, vooral bekend om zijn hyper-realistische afbeeldingen van fantasierijke onderwerpen.

## Leven en werk
Parrish was de zoon van de etser en landschapsschilder Stephen Parrish en studeerde beeldende kunsten aan de Pennsylvania Academy of the Fine Arts en het Drexel Institute of Art, Science & Industry. 
Een bepalend moment in de carrière van Parrish was de opdracht die hij in 1897 kreeg om L. Frank Baums kinderboek Mother Goose in Prose te illustreren. Het was de start van een lange carrière als illustrator, aanvankelijk vooral van kinderboeken (waaronder een beroemd geworden uitgave van Duizend-en-een-nacht uit 1909), later ook voor tijdschriften en reclamemakers. Ook illustreerde hij veel kalenders en staat hij bekend als een der eersten die op grote schaal posters produceerde voor de commerciële verkoop.

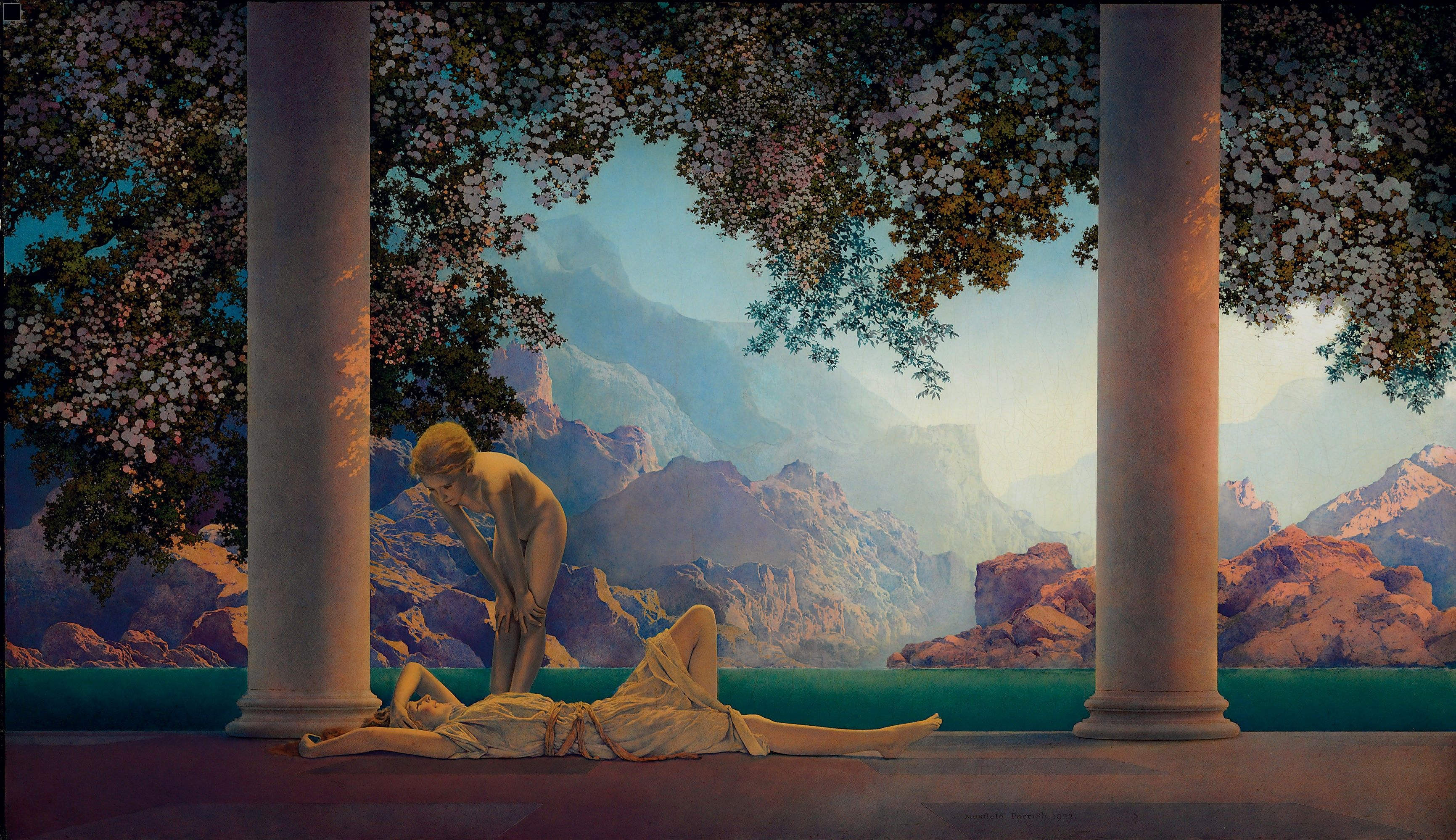
Daybreak
(1922), privécollectie
met Kitty Owen als model

Parrish wordt gezien als de meest succesvolle Amerikaanse illustrator van uit de eerste decennia van de twintigste eeuw. Zijn werk wordt gekenmerkt door een hyper-realistische stijl, met neo-klassieke en neoromantische elementen en veel aandacht voor detail. Vaak werkte hij met een bijna fotografische precisie. Zijn onderwerpen zocht hij in een fantasiewereld en getuigen van een groot voorstellingsvermogen. Bijzondere bekendheid kreeg hij met zijn androgyne naakten, waarbij hij vaak dezelfde modellen gebruikte (Kitty Owen in de jaren twintig, later Susan Lewin). Ook was hij vermaard om zijn innovatieve technieken. Via een speciale glaceertechniek wist hij bijna lichtgevende effecten mee te geven aan zijn kleuren. Vaak paste hij zorgvuldig geometrische principes toe in zijn werk en maakte hij op vernieuwende wijze gebruik van fototechnieken als basis voor zijn afbeeldingen.
Vanaf de jaren dertig zou Parrish zich ook steeds nadrukkelijker gaan toeleggen op de landschapsschilderkunst, maar daarmee kreeg hij nooit de waardering die hem als illustrator ten deel viel. Na zijn dood in 1966, op 95-jarige leeftijd, onderging zijn werk een sterke herwaardering. Norman Rockwell noemde hem zijn grootste inspirator. Diverse van zijn werken werden gebruikt als hoezen voor LP's in de popwereld en Michael Jackson gebruikte zijn bekende werk Daybreak als uitgangspunt voor de videoclip van zijn song You Are Not Alone. Eerste drukken van zijn werk brengen tegenwoordig op veilingen topprijzen op die niet zelden boven een miljoen dollar uitkomen.

## Galerij

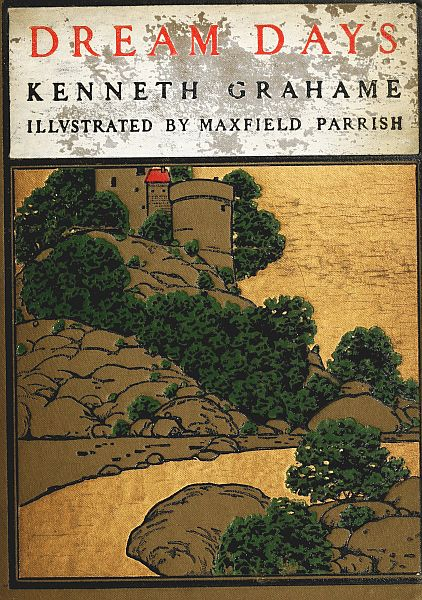
Kenneth Grahame's Dreamdays (1898), met illustraties van Parrish
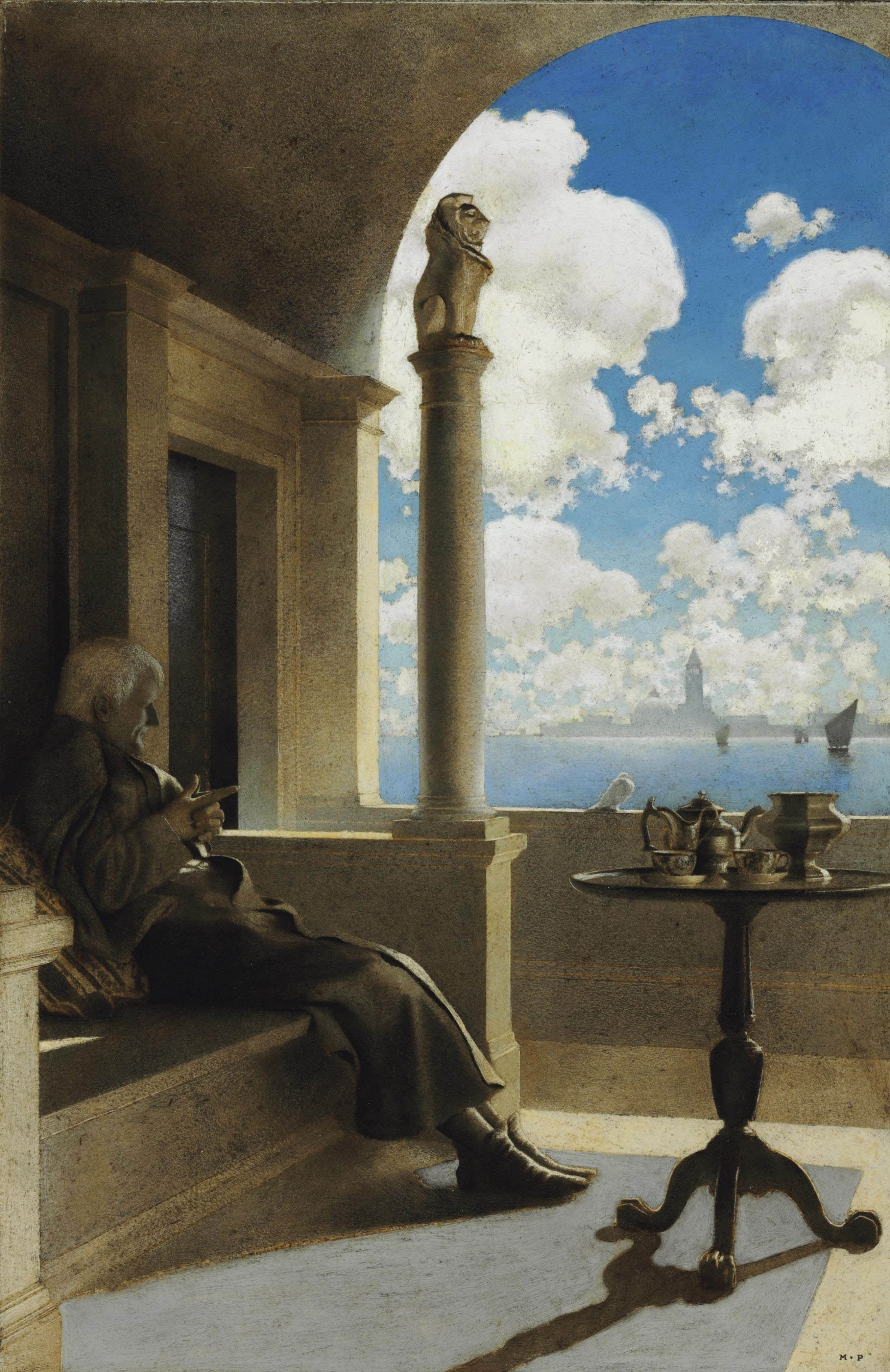
Cardinal Archbishop Sat on His Shaded Balcony (1901)
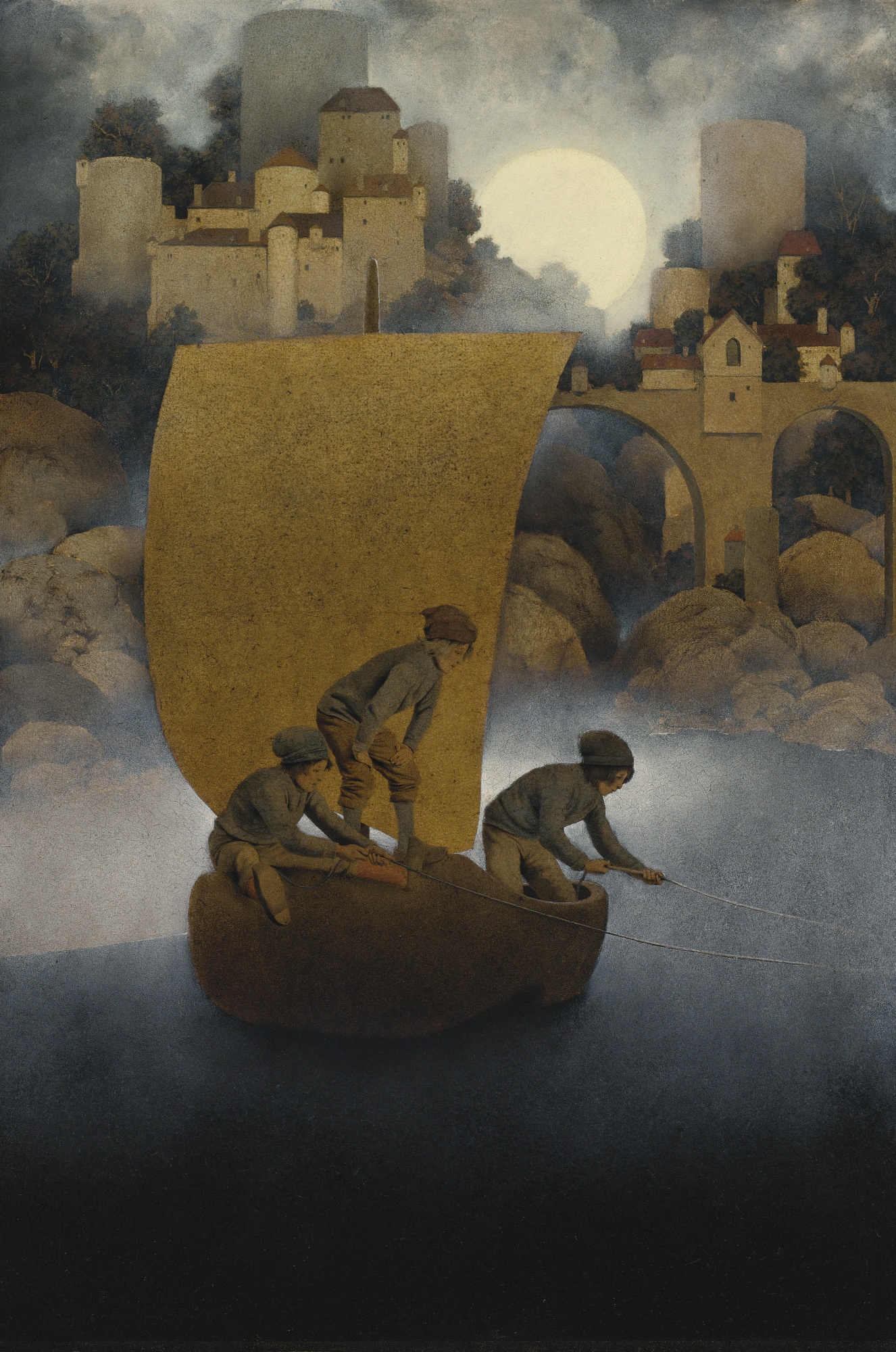
Wynken, Blynken, and Nod (1902), privécollectie
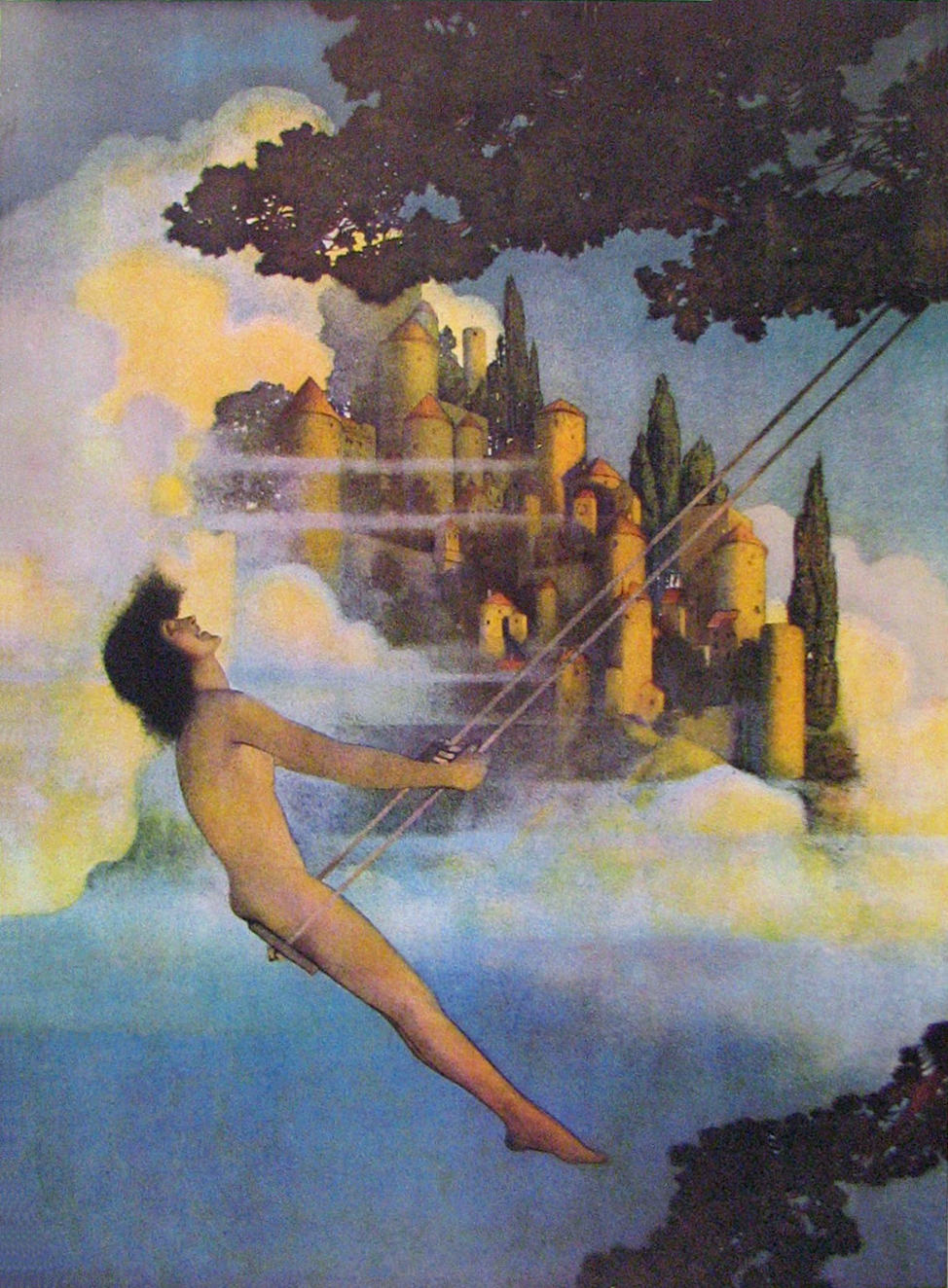
Dinky Bird (1904), bij een uitgave van kinderversjes van Eugene Field
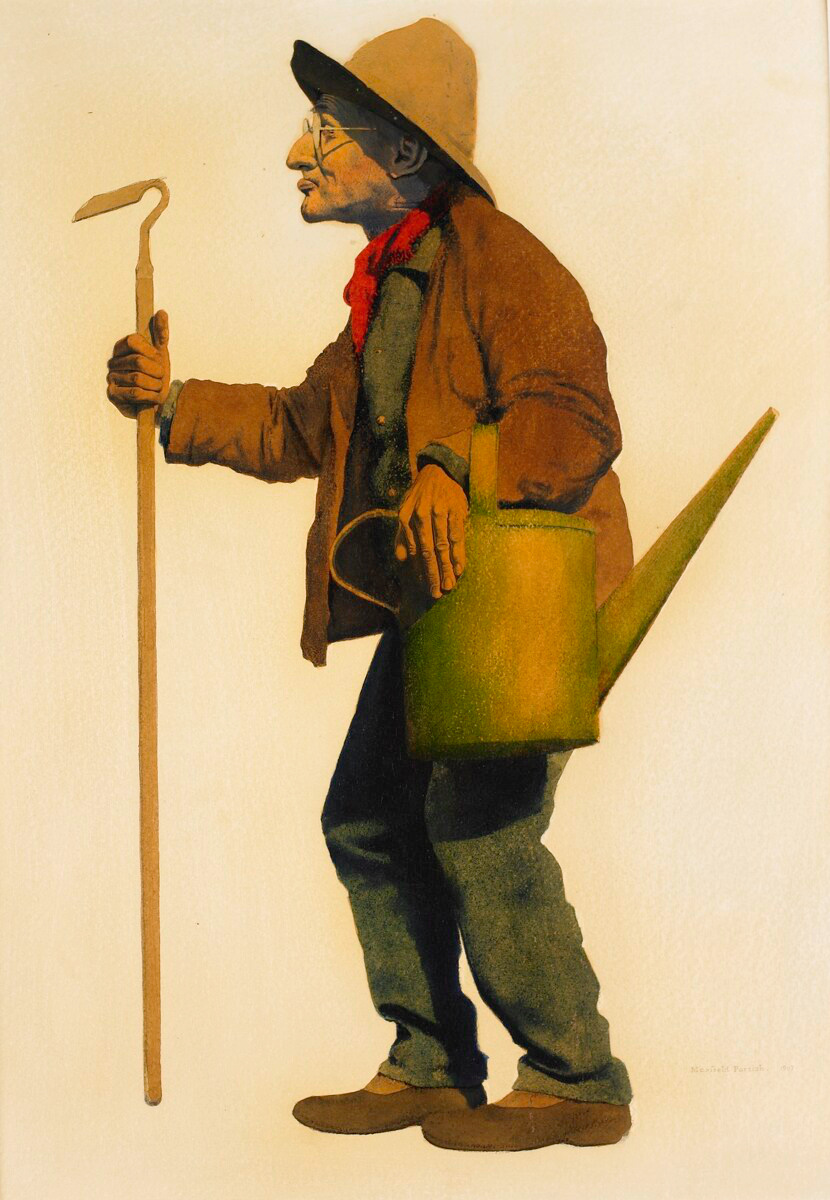
The Gardener (1906), BMA
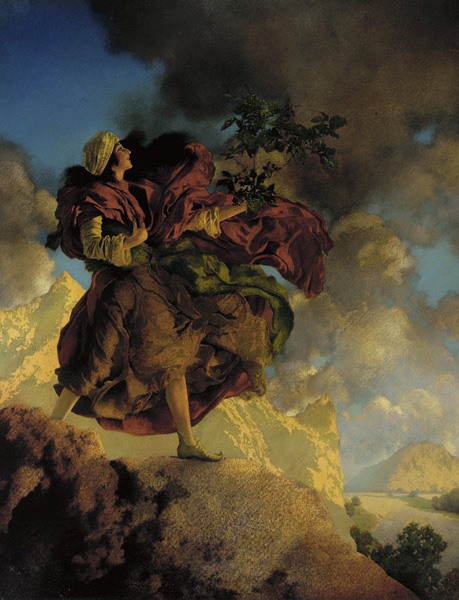
Princess Parizade Bringing Home the Singing Tree (1906), collectie PAFA
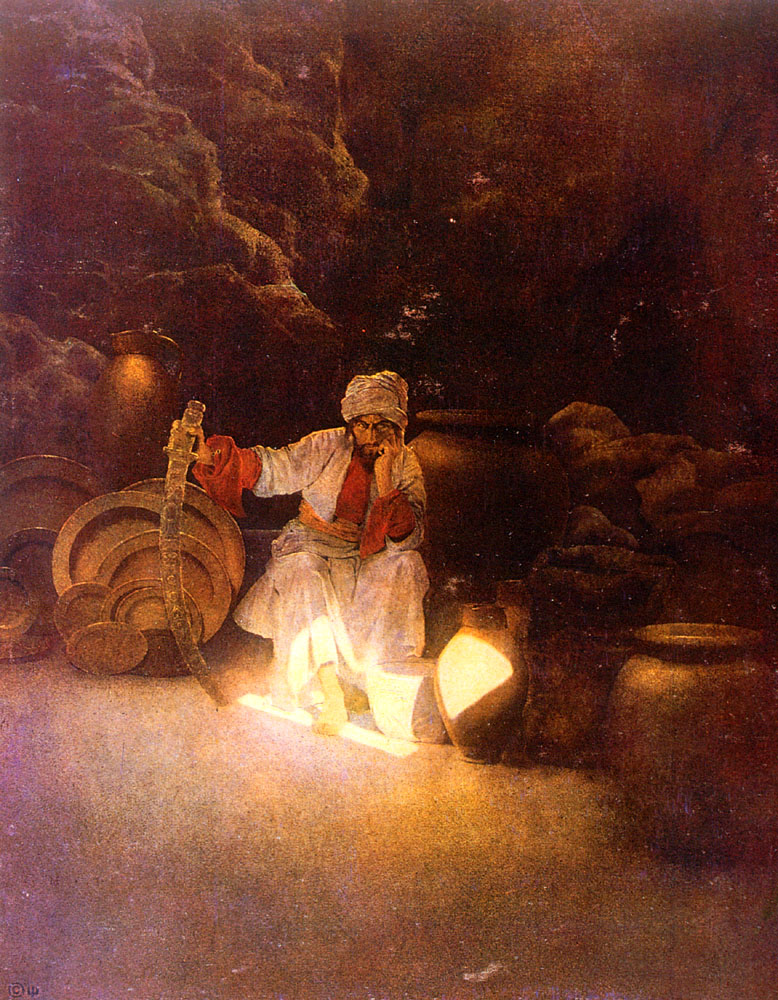
Kassim, de broer van Ali Baba (1906), uit Duizend-en-een-nacht
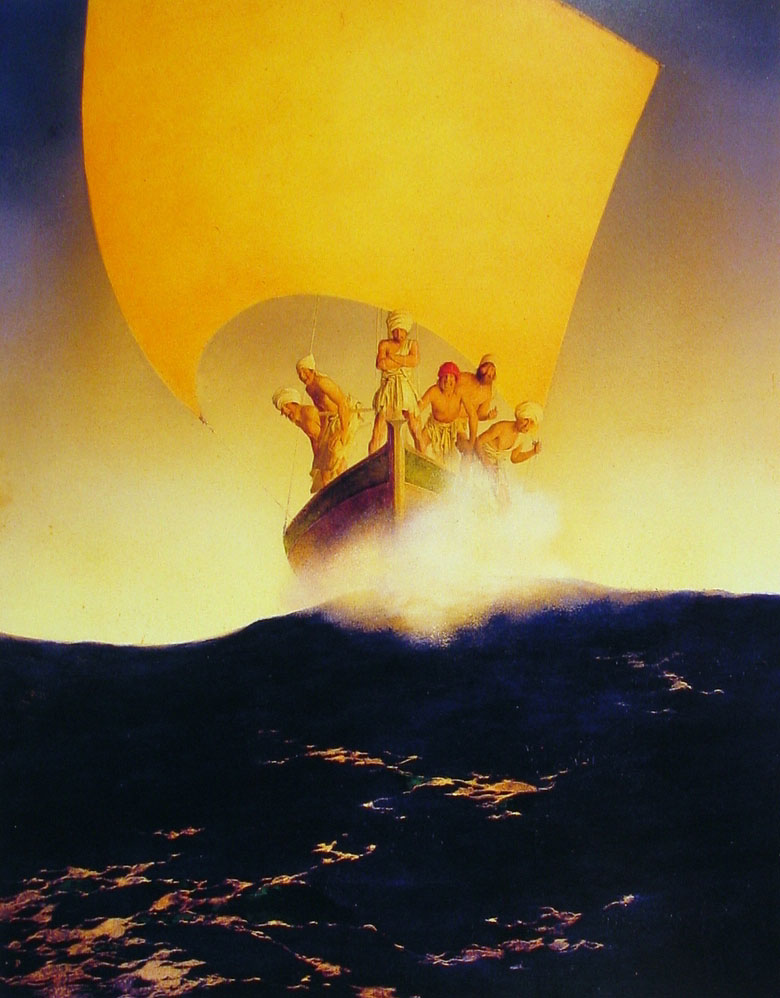
Codadad and His Brothers (1906), Duizend-en-een-nacht, DIA
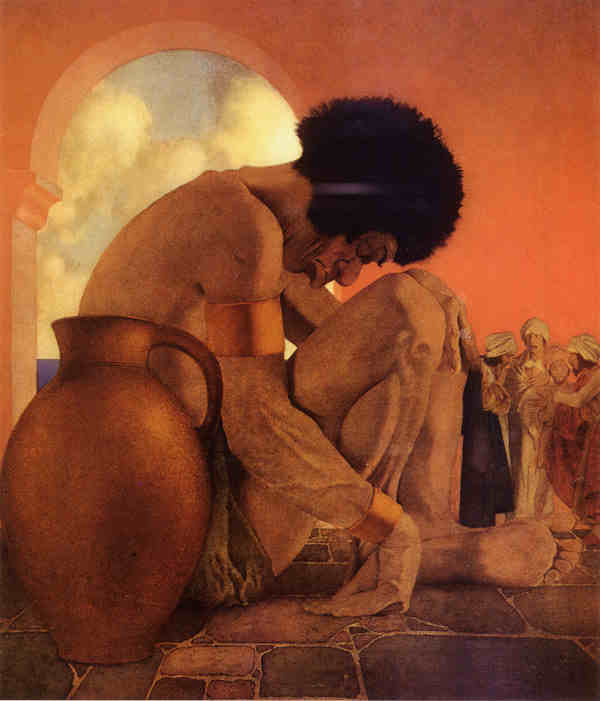
Sindbad Plots Against The Giant (1907), uit Duizend-en-een-nacht
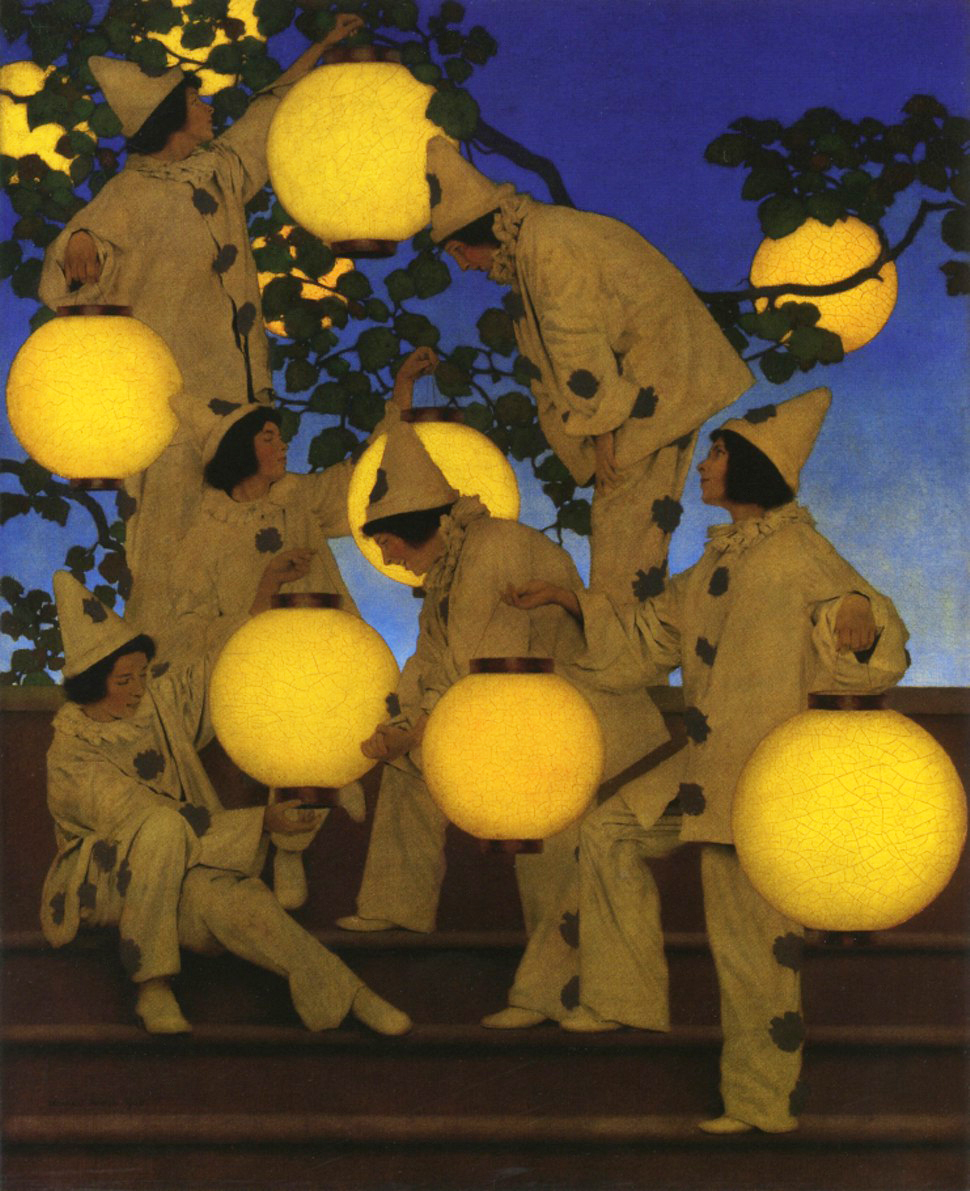
The Lantern Bearers (1908), coll. Crystal Bridges Museum, Bentonville
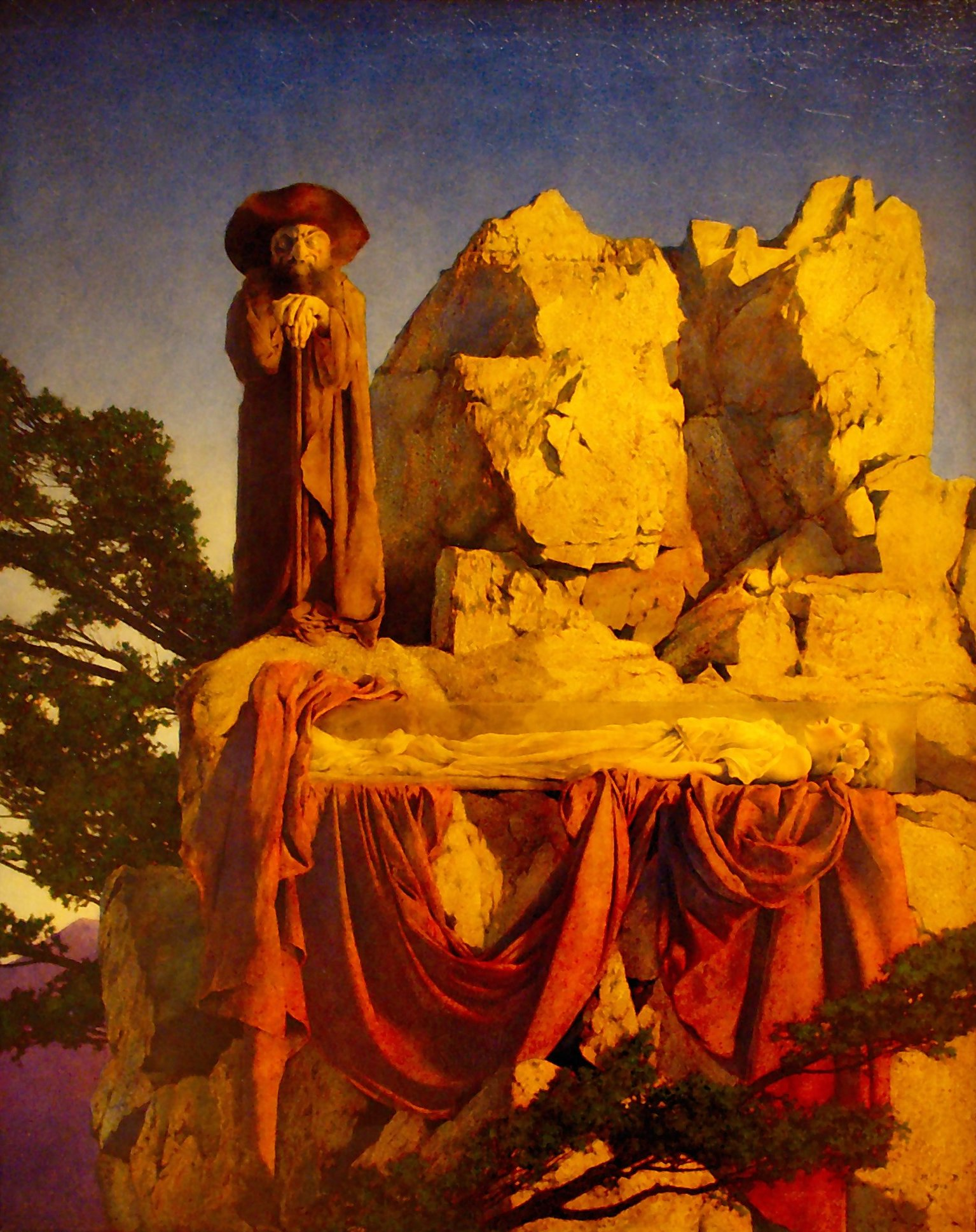
Snowhite (1912), collectie FAMFC

## Werken

### Boek illustraties
- Mother Goose in Prose, L. Frank Baum, Way & Williams, 1897
- Bolanyo (omslag), Opie Read,  Way & Williams, 1897
- Whist Reference Book (frontispice), William Mill Butler, Yorston, 1898
- The Golden Age, Kenneth Grahame, Lane, 1900
- Knickerbocker's History of New York, Washington Irving, Russell, 1900
- Dream Days, Kenneth Grahame, Lane, 1902
- The Garden of Years (frontispice), Guy Wetmore Carryl, Putnam, 1904
- Poems of Childhood, Eugene Field, Scribner & Sons, 1904
- Italian Villas and their Gardens, Edith Wharton, Century, 1904
- The Turquoise Cap, and The Desert, Arthur Cosslett Smith, Scribner & Sons, 1905
- The Arabian Nights, Kate Douglas Wiggin, Scribner & Sons, 1909
- A Wonder Book and Tanglewood Tales, Nathaniel Hawthorne, Duffield, 1910
- The Children's Book (omslag), Horace Scudder, Houghton Mifflin, 1910
- Lure of the Garden, Hildegarde Hawthorne, Century, 1911
- The Golden Treasury, Francis Turner Palgrave, Duffield, 1911
- The Knave of Hearts, Louise Saunders, Scribner & Sons, 1925

### Muurschilderingen
- "Old King Cole" – St. Regis Hotel, Manhattan (New York), 1906
- "Pied Piper" – Palace Hotel, San Francisco, 1909